# Tantima
Tantima är en kommun i Mexiko.   Den ligger i delstaten Veracruz, i den sydöstra delen av landet, 260 km nordost om huvudstaden Mexico City.
Följande samhällen finns i Tantima:
- Los Altos
- Benito Juárez
- Las Flores
- Rancho Abajo
- José María Morelos
- La Puente
- Carmona y Valle
- El Río
- San Andrés
- La Lajita
- El Cincuenta
- El Chote
- Buenavista Uno
- Santiago Chiconcillo
- El Varal